# Inge Bauer
Ingeborg Bauer z domu Exner (ur. 24 czerwca 1940 w Dziećmorowicach) – niemiecka lekkoatletka, wieloboistka, medalistka mistrzostw Europy z 1966. W czasie swojej kariery reprezentowała Niemiecką Republikę Demokratyczną.
Zdobyła brązowy medal w pięcioboju na mistrzostwach Europy w 1966 w Budapeszcie.
Na igrzyskach olimpijskich w 1968 w Meksyku zajęła 7. miejsce w pięcioboju.
Była mistrzynią NRD w pięcioboju w 1964 i 1965 oraz wicemistrzynią w 1963, 1966 i 1968. Zwyciężyła również w skoku w dal w 1965, a w sztafecie 4 × 200 metrów zdobyła złoty medal w 1968, srebrny w 1964 i brązowe w 1961 i 1962. W sztafecie 4 × 100 metrów była wicemistrzynią NRD w 1964 oraz brązową medalistką w 1965 i 1966.
Dwukrotnie poprawiała rekord NRD w pięcioboju doprowadzając go do wyniku 4901 punktów (według ówczesnej punktacji) 8 września 1968 w Lipsku.